# Campionati italiani di triathlon sprint del 2010
I Campionati italiani di triathlon sprint del 2010 sono stati organizzati dalla Federazione Italiana Triathlon e si sono tenuti a Lecco in Lombardia, in data 18 luglio 2010.
Tra gli uomini ha vinto Massimo De Ponti ( Carabinieri), mentre la gara femminile è andata a Annamaria Mazzetti ( Fiamme Oro).

## Risultati

### Élite uomini
| Pos. | Atleta                | Società sportiva             | Nuoto    | Bici     | Corsa    | Totale   |
| ---- | --------------------- | ---------------------------- | -------- | -------- | -------- | -------- |
|      | Massimo De Ponti      | Carabinieri                  | 00:09:46 | 00:29:49 | 00:15:41 | 00:56:04 |
|      | Davide Uccellari      | CUS Parma Medel              | 00:09:52 | 00:29:52 | 00:15:43 | 00:56:12 |
|      | Daniel Hofer          | Carabinieri                  | 00:09:49 | 00:29:44 | 00:15:59 | 00:56:17 |
| 4    | Andrea Secchiero      | Protek Triathlon Rho         | 00:09:44 | 00:29:54 | 00:15:54 | 00:56:20 |
| 5    | Daniel Fontana        | DDS                          | 00:09:42 | 00:29:50 | 00:16:00 | 00:56:24 |
| 6    | Alberto Alessandroni  | Fiamme Oro                   | 00:09:46 | 00:29:45 | 00:16:16 | 00:56:35 |
| 7    | Luca Facchinetti      | T.D. Rimini                  | 00:09:44 | 00:29:49 | 00:16:22 | 00:56:44 |
| 8    | Manuele Canuto        | Fiamme Oro                   | 00:09:51 | 00:29:36 | 00:16:33 | 00:56:49 |
| 9    | Andrea De Ponti       | Friesian Team                | 00:09:43 | 00:29:52 | 00:17:00 | 00:57:23 |
| 10   | Manuel Biagiotti      | Surfing Shop Triathlon       | 00:09:43 | 00:29:52 | 00:17:06 | 00:57:32 |
| 11   | Giulio Molinari       | Carabinieri                  | 00:09:35 | 00:30:01 | 00:17:14 | 00:57:34 |
| 12   | Gregory Barnaby       | Fumane Triathlon             | 00:09:52 | 00:29:46 | 00:17:28 | 00:57:52 |
| 13   | Fabrizio Baralla      | Forhans Team                 | 00:09:59 | 00:29:37 | 00:17:33 | 00:58:00 |
| 14   | Andrea Morelli        | CUS Torino Triathlon         | 00:09:38 | 00:29:57 | 00:17:45 | 00:58:11 |
| 15   | Marco Guerci          | Atletica Bellinzago          | 00:09:55 | 00:29:45 | 00:17:48 | 00:58:17 |
| 16   | Livio Molinari        | Atletica Bellinzago          | 00:09:42 | 00:29:51 | 00:18:03 | 00:58:27 |
| 17   | Leonardo Ballerini    | Triathlon Cremona Stradivari | 00:09:38 | 00:29:48 | 00:18:17 | 00:58:32 |
| 18   | Alessandro D'Ambrosio | Canottieri Napoli            | 00:09:57 | 00:30:54 | 00:17:01 | 00:58:42 |
| 19   | Lorenzo Villa         | Galileo Triathlon            | 00:11:05 | 00:30:25 | 00:16:25 | 00:58:46 |
| 20   | Mattia Ceccarelli     | DDS                          | 00:09:38 | 00:29:52 | 00:18:34 | 00:58:51 |

### Élite donne
| Pos. | Atleta              | Società sportiva             | Nuoto    | Bici     | Corsa    | Totale   |
| ---- | ------------------- | ---------------------------- | -------- | -------- | -------- | -------- |
|      | Annamaria Mazzetti  | Fiamme Oro                   | 00:09:20 | 00:32:05 | 00:18:04 | 01:00:22 |
|      | Gaia Peron          | T.D. Rimini                  | 00:08:50 | 00:32:37 | 00:20:02 | 01:02:23 |
|      | Charlotte Bonin     | Fiamme Azzurre               | 00:09:28 | 00:33:40 | 00:18:59 | 01:03:00 |
| 4    | Carl Elena Stampfli | DDS                          | 00:09:12 | 00:32:53 | 00:19:59 | 01:03:06 |
| 5    | Daniela Chmet       | Fiamme Oro                   | 00:09:27 | 00:33:45 | 00:19:18 | 01:03:26 |
| 6    | Margie Santimaria   | Atletica Bellinzago          | 00:09:25 | 00:32:47 | 00:20:27 | 01:03:32 |
| 7    | Alexa Giussani      | Atletica Bellinzago          | 00:10:00 | 00:33:44 | 00:19:40 | 01:04:21 |
| 8    | Veronica Signorini  | Triathlon Cremona Stradivari | 00:09:23 | 00:33:41 | 00:21:02 | 01:05:04 |
| 9    | Myriam Grassi       | La Fenice Triathlon          | 00:10:04 | 00:33:44 | 00:20:50 | 01:05:34 |
| 10   | Luana Negrini       | DDS                          | 00:09:18 | 00:33:47 | 00:21:50 | 01:05:55 |
| 11   | Francesca Rossi     | Forhans Team                 | 00:09:30 | 00:00:00 | 15:45:06 | 01:05:58 |
| 12   | Valentina Brambilla | Pianeta Acqua                | 00:10:01 | 00:33:49 | 00:21:28 | 01:06:12 |
| 13   | Alice Capone        | Forhans Team                 | 00:12:49 | 00:34:01 | 00:18:39 | 01:06:27 |
| 14   | Lara Barucci        | T.D. Rimini                  | 00:09:37 | 00:34:05 | 00:22:00 | 01:06:42 |
| 15   | Sara Tavecchio      | Triathlon Cremona Stradivari | 00:10:33 | 00:34:25 | 00:20:54 | 01:06:53 |
| 16   | Elena Cavallini     | T.D. Rimini                  | 00:10:29 | 00:34:32 | 00:21:21 | 01:07:22 |
| 17   | Veronica Massari    | Fiamme Azzurre               | 00:08:47 | 00:35:45 | 00:21:28 | 01:07:35 |
| 18   | Manuela Ascoli      | Minerva Roma                 | 00:10:32 | 00:34:32 | 00:21:50 | 01:07:52 |
| 19   | Chiara Terrin       | Liger Team Keyline           | 00:09:02 | 00:34:59 | 00:22:58 | 01:07:56 |
| 20   | Loredana Strozzi    | Varese Triathlon             | 00:11:46 | 00:34:42 | 00:20:23 | 01:08:07 |